# Montalets
Pour les articles homonymes, voir Montalet.

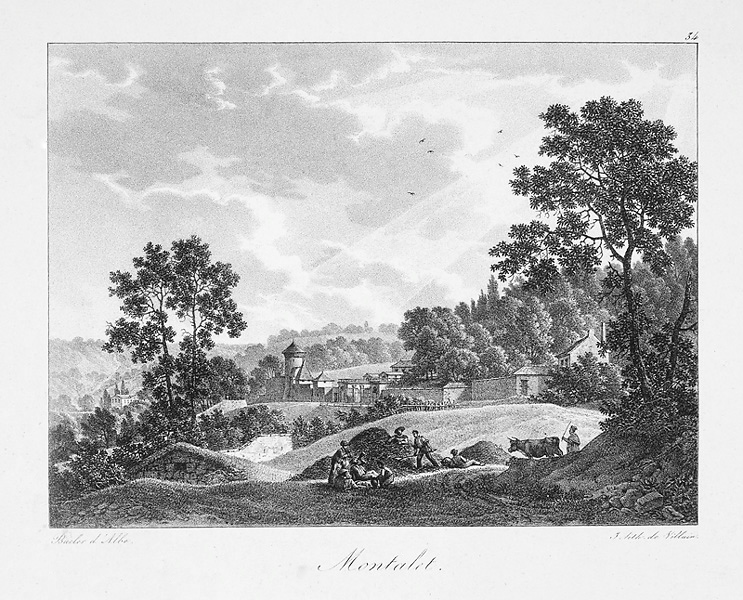
L'hôtel des Montalais au début du XIXe siècle par Louis Albert Guislain Bacler d'Albe. La tourelle sur la gauche a été détruite, il ne reste aujourd'hui que le pavillon central.

Les Montalets est une ZAC, zone d’aménagement concerté, située à la frontière de Meudon et d’Issy-les-Moulineaux dans le quartier de Meudon-sur-Seine, dans la ville de Meudon, dans les Hauts-de-Seine dans la région Île-de-France, en France.

## Origine du nom
Cette ZAC doit son nom au lieu-dit les Montalais. Ce lieu-dit donne son nom à un vaste domaine, qui s'appelle d'ailleurs couramment dans le temps : « Les Montalais ». On retrouve sur le plan cadastral de Meudon de 1816 la délimitation des Montalais. 
Déjà à l'époque, ce domaine est parfois écrit « Montalets » à la suite d'une erreur d'orthographe. C'est cette erreur même qui s'inscrira dans le temps pour donner son nom à une belle propriété que l'on appellera pompeusement le château des Montalets (48° 49′ 03″ N, 2° 14′ 32″ E). Ce dernier n'est pas construit sur le domaine, mais à côté du domaine des Montalais.
Lors du projet de la ZAC des années 1990 et 2000, le château des Montalets est la plus belle propriété de cette ZAC. La ville décide donc de donner ce nom à la ZAC qui deviendra les Montalets. Il faut préciser que cette ZAC ne se situe pas pour être précis sur le lieu de l'ancien lieu-dit « les Montalais », mais juste à côté.
Cela donnera également le nom à la "rue des Montalets" qui part de la rue de Paris et se termine sur la rue des Sorrières à Meudon.

## Histoire

### Premier aménagement de la ZAC
Cette ZAC qui se situe au niveau du carrefour de la ferme commence à montrer un nouveau visage. Auparavant, le site avait été occupé par les usines Chausson de PSA et Maco-Meudon de Renault. Ces emplacements sont devenus une friche industrielle en 1997. La ville de Meudon a travaillé sur un véritable projet urbain qui ferait de cette zone une vitrine de Meudon.
Pour transformer le secteur des Montalets en zone d’activité, la ville de Meudon a créé en 1998 une ZAC. Un plan d’aménagement imposait le respect des caractéristiques architecturales et paysagères de la commune, en accord avec le schéma directeur de la communauté d'agglomération d'alors, le Val de Seine. La ville poursuivait l'objectif de créer des logements et des activités commerciales, de rénover le groupe scolaire Brossolette et de mettre en valeur le patrimoine que représente le parc et le château des Montalets. 
Le plan d’aménagement a donc été confié à une société d’économie mixte : la SEMIRUM qui est chargée de la construction des équipements publics et des voiries. La construction et la commercialisation des immeubles, à usage de logements ou de bureaux, a quant à elle été confiée à quatre promoteurs : Marignan, Meunier, SAEI et Efidis. 
Au total, la ZAC des Montalets s’étend sur 10 hectares, du carrefour de la Ferme au château des Montalets. Le secteur est délimité par la rue de Paris, la rue des Montalets et l’avenue de Verdun. 
Deux ans après le début des travaux, 19 immeubles de logements ont été construits, dont 15 sont accessibles à la propriété, 3 sont des logements sociaux et un immeuble est destiné à loger du personnel militaire. Au total, un peu plus de 54 000 m2 de surface et 667 appartements.

### Deuxième aménagement de la ZAC
Par la suite le groupe scolaire Brossolette, bâtisse caractéristique des années 1930 est rasée pour y être remplacée par des immeubles d'habitation et une nouvelle école construite en hauteur. Le château des Montalets est démembré par la ville de Meudon permettant la création du parc des Montalets (48° 49′ 04″ N, 2° 14′ 33″ E). Le château est finalement vendu à un marchand de biens qui le revendra par appartements.